# Cyric
Cyric è una divinità immaginaria appartenente all'ambientazione Forgotten Realms per il gioco di ruolo fantasy Dungeons & Dragons. È una divinità maggiore del pantheon faerûniano.
Il suo simbolo è costituito da un teschio bianco senza mascelle illuminato di luce nera o porpora.
La sua arma preferita è "Lama di Rasoio", una spada lunga.
È uno dei tre poteri malvagi principali di Faerûn, assieme a Bane, che odia particolarmente, e Shar.
Assieme a quest'ultima ha causato la morte di Mystra  provocando la Spellplague, e per ciò gli dei Lathander, Tyr e Sune l'hanno imprigionato nel suo reame, il Trono Supremo. Le sue continue farneticazioni sono raccolte nel Cyrinishad, un testo in perenne mutamento che fa impazzire chiunque lo legga.
In D&D Terza Edizione i suoi domini sono: Caos, Distruzione, Illusioni, Inganno, Male.
Il suo Eletto è Malik, un ex-mercante calishita.